# Jac Venza

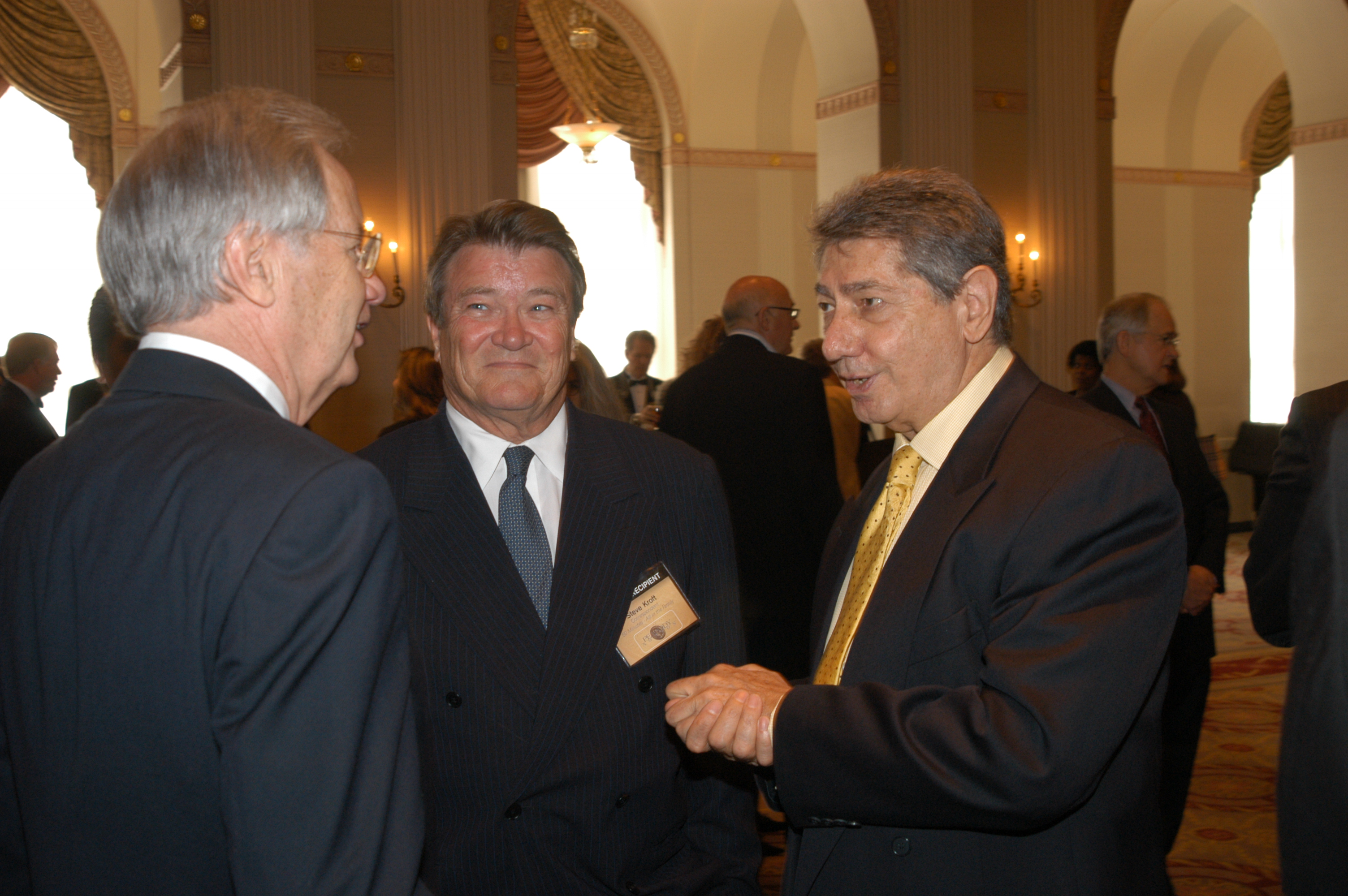
Steve Kroft e Jac Venza em maio de 2004.

Jac Venza (Chicago, 23 de dezembro de 1926 – 29 de maio de 2024) foi um produtor executivo estadunidense. Ele começou sua carreira na CBS na década de 1950, e foi responsável pela maioria dos programas artisticos e musicais exibidos na PBS desde sua criação em 1970. Venza manteve o recorde de nomeações do Emmy para um indivíduo - 57 - até 2010.

## Prêmios
- 1997 Ralph Lowell Award (venceu)[2]
- 1997 International Emmy Award - Founders Award (venceu)[3]
- 1998 Peabody Awards - Personal Award (venceu)[4]

## Morte
Venza morreu no dia 29 de maio de 2024, aos 97 anos.